# Mucjusz
Mucjusz — imię męskie pochodzenia łacińskiego, od łac. mutus, oznaczające "cichy, spokojny". Istnieje kilku świętych o tym imieniu. 
Mucjusz imieniny obchodzi 13 maja.
Znane osoby noszące to imię: 
- Mucjusz María Wiaux, belgijski duchowny, święty Kościoła katolickiego
- Muzio Clementi, włoski pianista-wirtuoz i kompozytor
- Mucjusz Scewola, bohater rzymskiej legendy

Zobacz też:
- Mucjusz Scaevola — opera w trzech aktach